# Peter Brooks
Peter Brooks (1938) é um crítico literário norte-americano. É professor de Literatura comparada na Universidade de Yale.

## Livros
- The Novel of Worldliness: Crébillon, Marivaux, Laclos, Stendhal (1969)
- The Melodramatic Imagination: Balzac, Henry James, Melodrama, and the Mode of Excess (1976) ISBN 0300065531
- Reading for the Plot: Design and Intention in Narrative (1984) ISBN 0674748921
- Body Work: Objects of Desire in Modern Narrative (1993) ISBN 0674077253
- Psychoanalysis and Storytelling (1994) ISBN 0631190082
- Law's Stories: Narrative and Rhetoric in the Law (co-editor with Paul Gewirtz, 1996) ISBN 0300074905
- Troubling Confessions: Speaking Guilt in Law and Literature (2000) ISBN 0-226-07585-0
- Whose Freud? The Place of Psychoanalysis in Contemporary Culture (co-editor with Alex Woloch) (2000) ISBN 0-300-08116-2
- Realist Vision (2005) ISBN 0300106807
- Henry James Goes to Paris  (2007) ISBN 0691129541